# Associates
Associates est un groupe de post-punk britannique, originaire de Dundee, en Écosse. Il est actif au début des années 1980, et principalement connu pour la voix de son chanteur, Billy Mackenzie. Mackenzie rencontre le guitariste Alan Rankine à Dundee en 1976. Ils forment un duo, enregistrant quelques chansons sous le nom de Mental Torture avant de devenir les Associates.
Ils atteignent la célébrité en 1982, avec plusieurs singles classés au Royaume-Uni et leur album le plus réputé, Sulk. Rankine quitte le groupe peu après, mais Mackenzie continue à enregistrer sous le nom des Associates, avec divers invités, jusqu'en 1990.

## Biographie

### Formation et succès (1979–1982)
Billy Mackenzie et le guitariste Alan Rankine se rencontrent à Édimbourg, en Écosse, en 1976, et forment le duo de cabaret Ascorbic Ones. En 1979, ils enregistrent des morceaux sous le nom de Mental Torture avant de revenir sur Associates. Leur premier single, une reprise de Boys Keep Swinging de David Bowie, est publié en juin 1979, juste six semaines après le classement de la version de Bowie au Top 10 britannique en avril. Cet événement leur permet de signer avec Fiction Records, et de publier un premier album, The Affectionate Punch, en 1980.
En 1981 sortent plusieurs singles sur le label Situation Two, compilés en Fourth Drawer Down la même année. Ces morceaux montrent une instrumentation et des techniques d'enregistrement peu communes, qui comprennent un son amplifié avec un tube d'aspirateur pour le morceau Kitchen Person. Également en 1981, Rankine et MacKenzie publient une version de Kites sous le nom de 39 Lyon Street, avec Christine Beveridge au chant.
Leur succès survient en 1982 avec la sortie du single Party Fears Two. Porté par la popularité de la synthpop de l'époque, le morceau atteint la neuvième place de l'UK Singles Chart. Deux autres hits suivent, Club Country et 18 Carat Love Affair. Cette année, le groupe sort son album à succès, Sulk. Martha Ladly, de Martha and the Muffins, contribue aux chœurs et claviers de l'album.

### Déclin commercial (1983–1990)

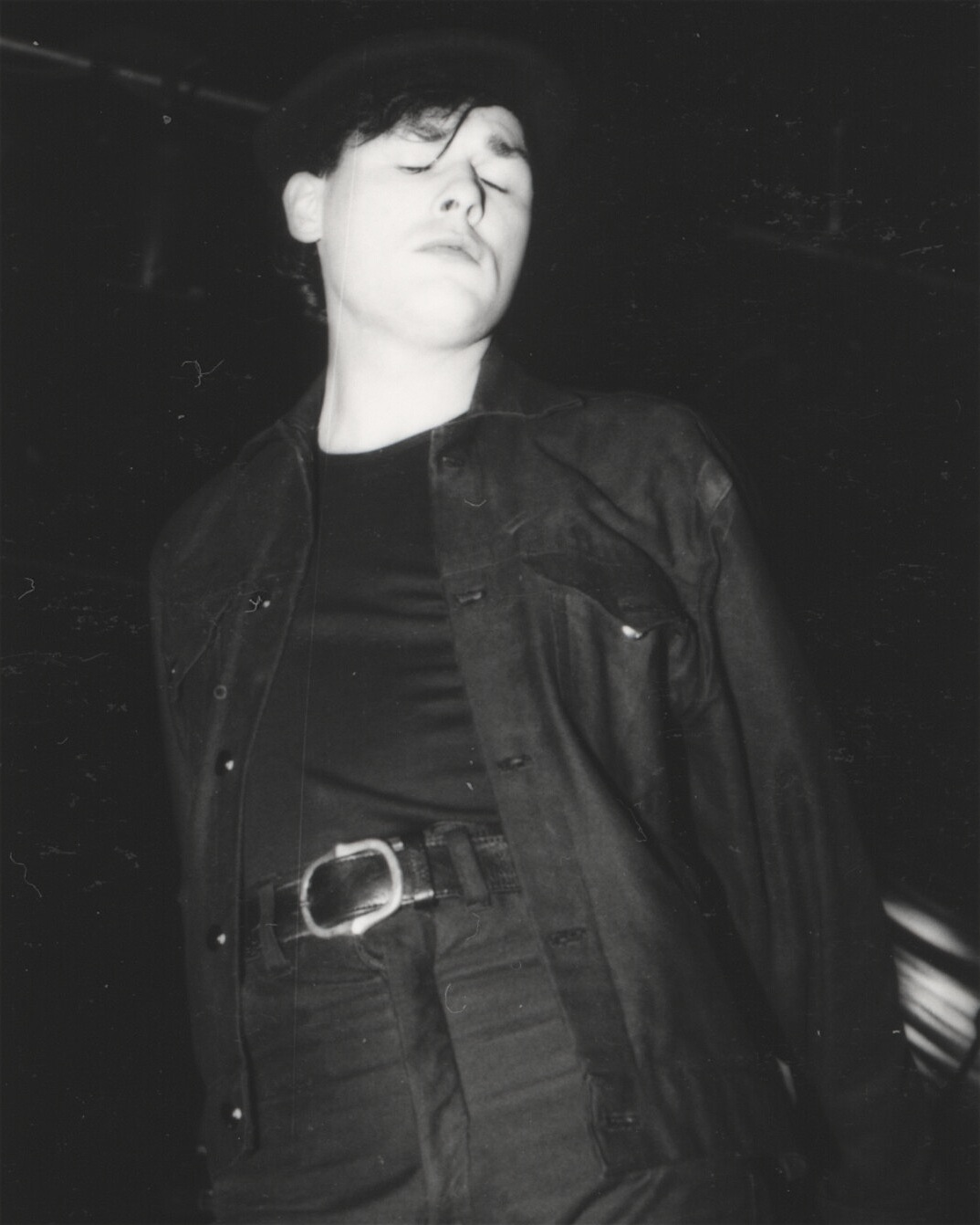
Mackenzie en 1985.

Rankine quitte le groupe en 1982 juste avant la tournée Sulk. Cet événement mène au désastre au sein du groupe. Mackenzie continue d'écrire et d'enregistrer sous le nom d'Associates jusqu'en 1990. Durant cette période sont enregistrés les albums Perhaps (1985), The Glamour Chase (1988) (que leur label refusera de publier, considérant qu'il n'est pas commercialement viable et qui sera édité en 2002 en format double CD associé à l'album Perhaps) et Wild and Lonely (1990). Cependant, les enregistrements ne sont qu'occasionnels, et les albums d'Associates n'atteignent pas le succès escompté.

### Séparation
Le nom d'Associates est mis en inactivité, et Mackenzie sort un album electronica solo intitulé Outernational en 1992, qui est modérément accueilli.
En 1993, Mackenzie et Rankine commencent à travailler sur de nouveaux morceaux. Des rumeurs sur une éventuelle réunion d'Associates circulent et les démos enregistrées semblent prometteuses. Cependant, Mackenzie ne s'implique pas entièrement dans les morceaux et la tournée, et Associates se séparent définitivement. Mackenzie retourne en solo signant un contrat avec le label Nude Records et s'associe avec le musicien Steve Aungle.

## Influences et postérité
The Associates s'inspirent de divers genres, incluant art rock, disco, glam, minimalisme, ballade et cabaret. Leur style musical est souvent catégorisée post-punk, synthpop et pop expérimentale. Le groupe est félicité notamment par des personnalités telles que Björk et le chanteur de U2, Bono,.

## Membres
- Billy Mackenzie – chant (1979–1990, 1993)
- Alan Rankine – guitare, claviers (1979–1982, 1993)
- John Sweeney – batterie (1979–1980)
- John Murphy  – batterie (1980–1981)
- Michael Dempsey – basse (1980–1982)
- Steve Goulding – batterie (1982–1983)
- Martha Ladly – claviers, chant (1982)
- Stephen Knight – basse (1977-1980)
- Martin Lowe – guitare live (1982)
- Ian McIntosh – guitare en live et session (1982–1985)
- Steve Reid – guitare (1982–1984)
- Roberto Soave – basse (1983–1985)
- Jim Russell – batterie (1984)
- Howard Hughes – claviers live (1984–1990)
- Moritz Von Oswald – batterie, percussions (1985-1990)

## Discographie
- 1980 : The Affectionate Punch
- 1981 : Fourth Drawer Down
- 1982 : Sulk
- 1984 : Those First Impressions
- 1985 : Perhaps
- 1990 : Wild and Lonely
- 1990 : Popera: The Singles Collection
- 2000 : Double Hipness
- 2003 : The Glamour Chase (enregistré en 1988)